# Transport a Moçambic

Xarxa ferroviària de Moçambic

Les formes de transport a Moçambic inclouen el ferroviari, carretera, naval i aeri. Hi ha enllaços de tren que enllacen les principals ciutats i les connecten amb Malawi, Zimbabwe i Sud-àfrica. Hi ha més de 30.000 quilòmetres de carreteres, però gran part de la xarxa no està asfaltada.
A la costa de l'oceà Índic hi ha alguns grans ports de mar com Nacala, Beira i Maputo, i s'hi estan desenvolupant més ports. Hi ha 3,750 quilòmetres d'aigües interiors navegables. Hi ha un aeroport internacional a Maputo, uns altres 21 aeroports asfaltats, i més de 100 amb pistes sense pavimentar.

## Ferrocarrils

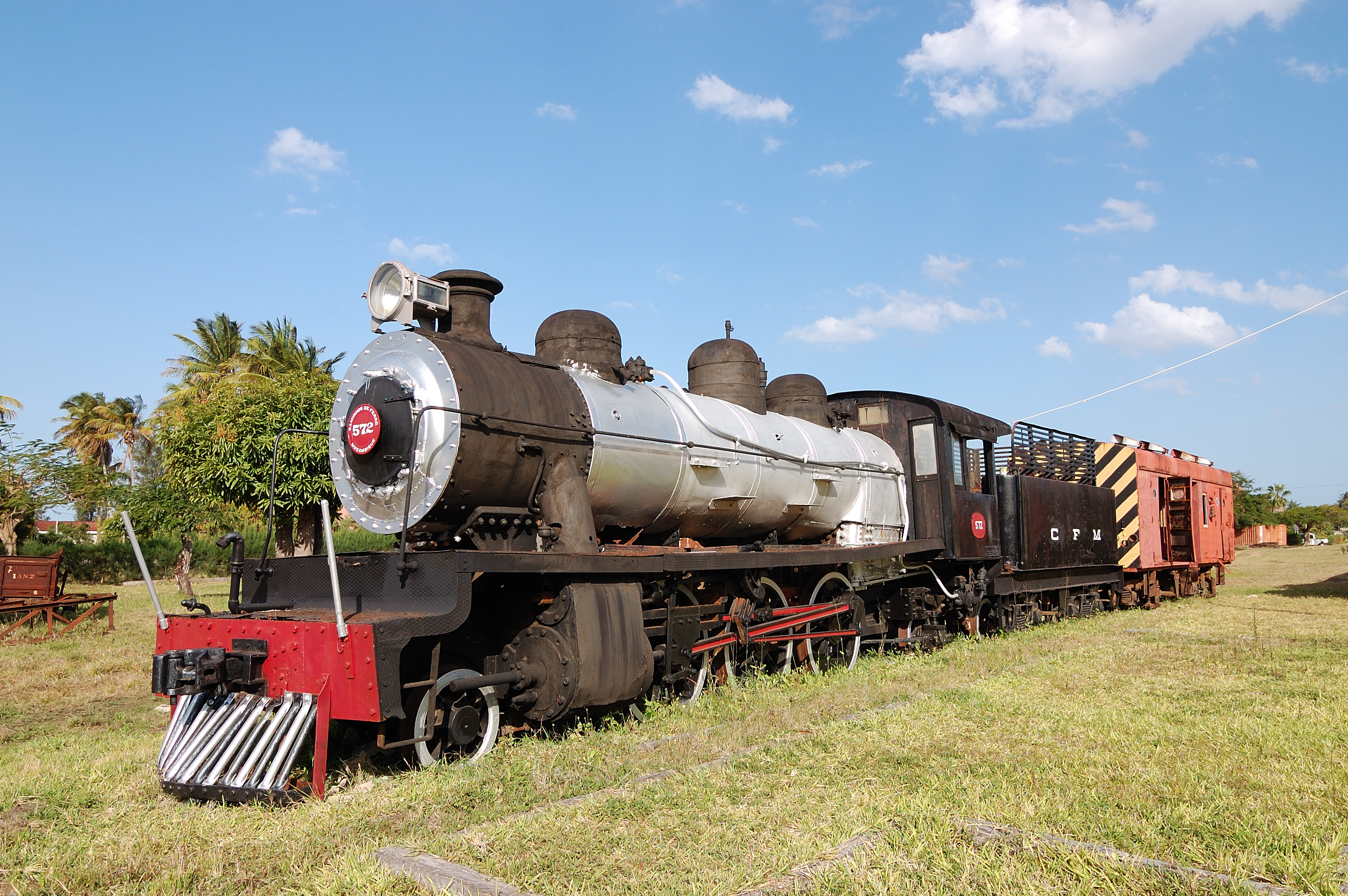
Locomotora a vapor a Inhambane, 2009

El sistema ferroviari de Moçambic s'ha desenvolupat durant més d'un segle a partir de tres ports diferents a l'oceà Índic que serveixen com a terminals per a línies diferents a la zona d'influència. Els ferrocarrils van ser els principals objectius durant la Guerra Civil de Moçambic, van ser sabotejats per la RENAMO, i s'estan rehabilitant. Una empresa pública, Portos e Caminhos de Ferro de Moçambique (abreujat CFM), supervisa el sistema ferroviari de Moçambic i els seus ports de contacte, però la direcció s'ha externalitzat en gran manera. Cada línia té el seu propi corredor de desenvolupament.
Pel 2005 hi havia 3.123 kilòmetres de vies fèrries dels quals 2.983 km eren de 1,067 mm d'ample, compatible amb els sistemes ferroviaris veïns, i uns 140 km línia de 762mm d'ample, el Ferrocarril de Gaza. La central Companhia dos Caminhos de Ferro da Beira enllaça el port de Beira amb els països sense litoral de Malawi, Zàmbia i Zimbabwe. Al nord d'aquest, el port de Nacala també està lligat per ferrocarril a Malawi, i al sud Maputo està lligat a Zimbabwe i Sud-àfrica. Aquestes xarxes interconnecten només a través dels països veïns. Estava previst que entrés en servei pel 2010 una nova ruta per al transport de carbó entre Tete i Beira, i l'agost de 2010 Moçambic i Botswana signaren un memoràndum d'entesa per desenvolupar 1.100 km de ferrocarril a través de Zimbabwe, per portar el carbó de Serule a Botswana a un port d'aigües profundes a Techobanine a Moçambic.

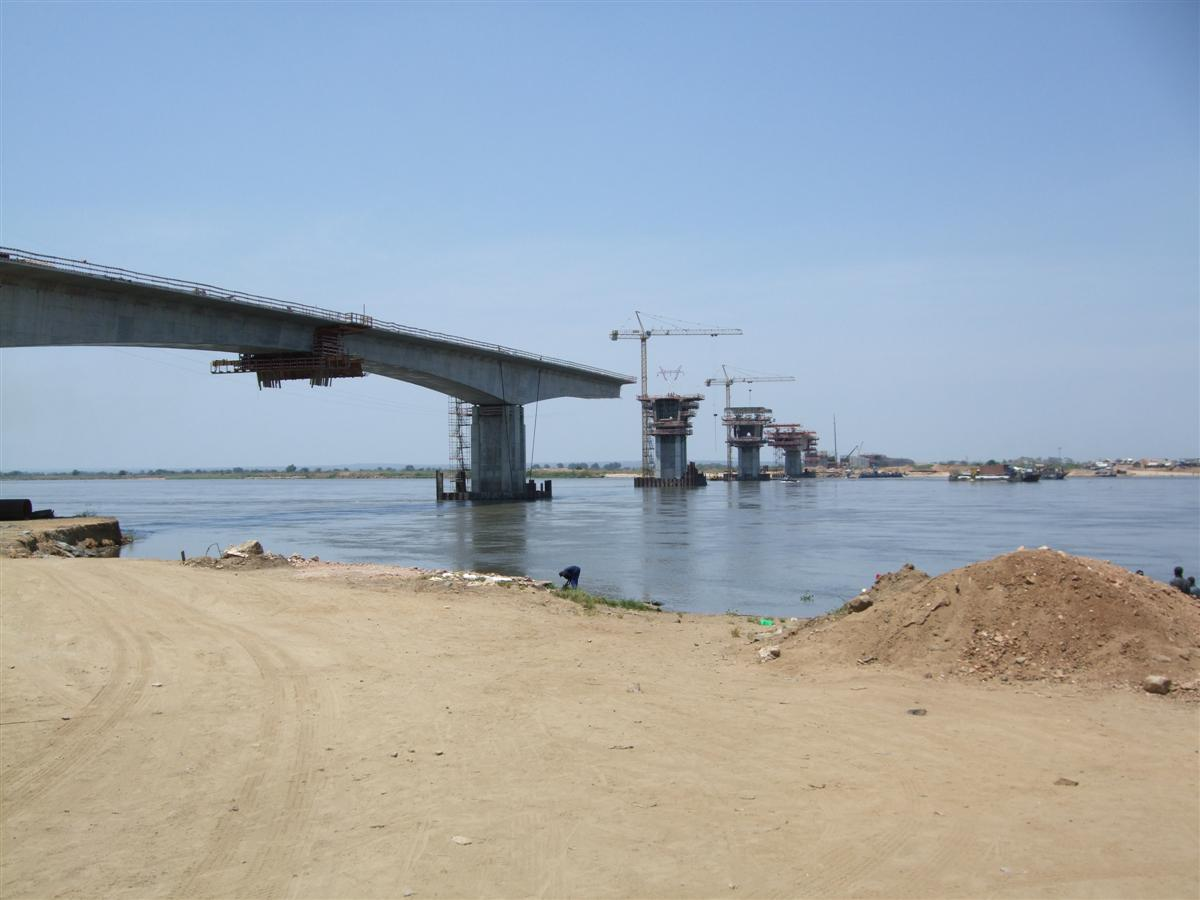
Construcció del Pont Armando Emilio Guebuza, Moçambic

Més recentment el material rodant ha estat proporcionat per l'empresa índia Golden Rock usant acobladors AAR i frens automàtics.

## Ports
Els ports de mar de la costa de l'oceà Índic són:
- Beira - terminal per a Zimbabwe via Companhia dos Caminhos de Ferro da Beira
- Inhambane
- Maputo - terminal per Sud-àfrica
- Nacala - terminal per Malawi.
- Pemba
- Quelimane
- Matutuine, un nou port de carbó a l'extrem sud, aprovat l'octubre de 2009.[6]

### Marina mercant
pel 2002 la flota marina mercant consistia en tres vaixells de càrrega de 1.000 tones de registre brut o més, per un total de 4,125 RT/7.024 tones de pes mort.. Dos d'aquests vaixells són de propietat belga registrats a Moçambic com a pavelló de conveniència.

## Aeroports
Pel 2006 hi havia 158 un total de aeroports, 22 d'ells tenen pistes pavimentades. El principal aeroport del país és l'Aeroport Internacional de Maputo, que és també el centre de l'aerolínia de bandera de Moçambic, Linhas Aéreas de Moçambique. Els aeroports són gestionats per l'empresa estatal Aeroportos de Moçambique, E.P.